# Artoer Tsjilingarov

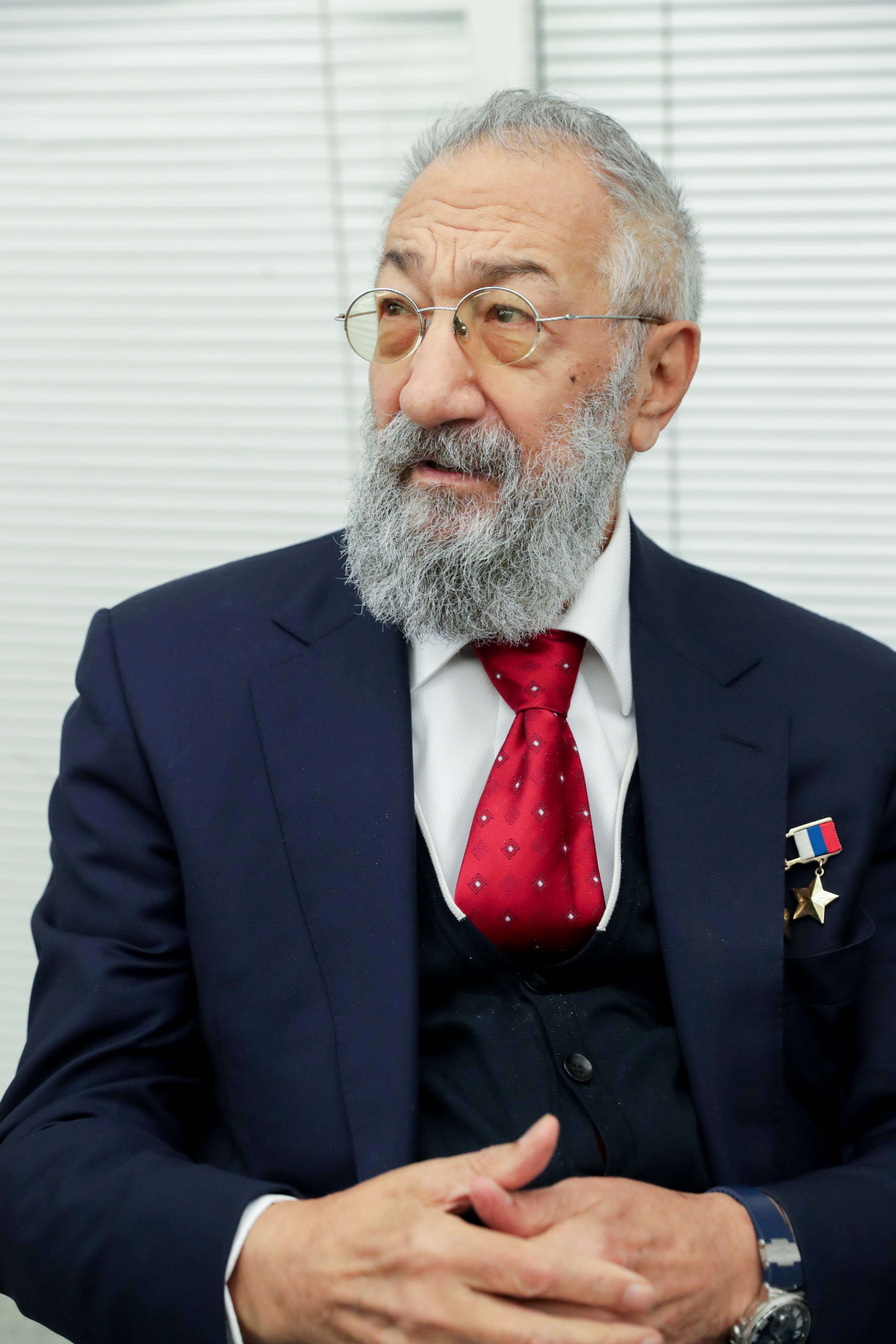
Artoer Tsjilingarov.

Artoer Nikolajevitsj Tsjilingarov (Russisch: Артур Николаевич Чилингаров) (Leningrad, 25 september 1939 – Moskou, 1 juni 2024) was een Russische poolonderzoeker van Armeense afkomst en een bekend (Sovjet-)Russisch wetenschapper. Hij deed belangrijk onderzoek in de arctis (het noordpoolgebied) en de antarctis (het zuidpoolgebied).
Hij is kandidat in de geografische wetenschappen en corresponderend lid van de Russische Academie van Natuurwetenschappen. Hij schreef meer dan vijftig wetenschappelijke publicaties over het werken in de arctis en antarctis (Antarctica en het zeegebied eromheen).
Over de Noordoostelijke Doorvaart zei hij: "это ось развития нашего Крайнего Севера" ("de Noordoostelijke Doorvaart is de as van de ontwikkeling van ons Hoge Noorden").
Medio 2007 leidde Tsjilingarov een Russische expeditie naar het Lomonosov Rif op de Noordpool waarmee de Russische staat wilde aantonen dat dit gebied onderdeel van Siberië uitmaakt en dat men daarom over de daar aanwezige delfstoffen zou mogen beschikken. Op 2 augustus bereikten twee Russische onderwater-robots (remotely operated vehicles (ROV)) als eerste de zeebodem op de Noordpool op een diepte van 4261 meter en plaatsten er de Russische vlag. Op 7 augustus keerden zij terug.
Tsjilingarov werd onderscheiden met de titel Held van de Sovjet-Unie en was drager van verscheidene ordes. Hij was ook politiek actief: afgevaardigde in de Doema (het Russische lagerhuis), voorzitter van de Russische Verenigde Industriële Partij en lid van de hoogste raad van de politieke partij Verenigd Rusland.
Tsjilingarov overleed op 1 juni 2024 op 84-jarige leeftijd.
- CiNii: DA1350993X
- Gemeinsame Normdatei: 13142131X
- International Standard Name Identifier: 0000 0003 7414 2557
- Library of Congress Control Number: n92045877
- Nationale Bibliotheek van Tsjechië: jx20090722008
- Virtual International Authority File: 28726007
- WorldCat: E39PBJxRCyJD8XWwcmfMVty8G3